# Dragon Ball Super
Dragon Ball Super (яп. ドラゴンボール超, Doragon Bōru Sūpā) — японська серія манґи, написана Акірою Торіямою та проілюстрована Тойотаро. Дія відбувається в часі оригінальної манґи Торіями Dragon Ball і розповідає про пригоди Сон Ґоку та його друзів протягом десяти років після поразки Маджіна Буу. Серіал почав виходити у щомісячному журналі V Jump видавництва Shueisha у червні 2015 року. 
Аніме-серіал виробництва Toei Animation транслювався в Японії з липня 2015 року по березень 2018 року. Фільм-продовження Dragon Ball Super: Broly вийшов у грудні 2018 року і став найкасовішим аніме-фільмом франшизи. Другий фільм, Super Hero, вийшов 11 червня 2022 року.

## Сюжет

### Сага битви богів
Після поразки Маджіна Буу Сон Ґоку працює фермером, а його сім'я та друзі живуть мирно. Однак після десятиліть сну прокидається бог руйнування Бірус. Бірус разом зі своїм ангелом-помічником і вчителем Вісом шукає воїна, відомого як Супер-Саян Бог, погрожуючи знищити Землю, якщо воїн програє йому. Ґоку перетворюється на Супер-Саян Бога за допомогою своїх друзів, бореться з Бірусом і програє, але його зусилля втихомирюють Біруса, і той щадить планету.

### Сага воскресіння Фрізи
Після цього, поки Ґоку та Веджета тренуються з Вісом, залишки Сили Фрізи збирають драгонболли Землі та воскрешають Фрізу. Після тренування Фріза повертається на Землю, шукаючи помсти. Незважаючи на досягнення своєї Золотої трансформації, він зазнає поразки від Ґоку та Веджети, які опанували трансформацію Супер Саян Блю, трансформацію, досягнутою за допомогою використання та контролю над божественним Кі. Незважаючи на це, Фріза руйнує Землю, але Віс повертає час назад, дозволяючи Ґоку вбити Фрізу.

### Сага Всесвіту 6
Після поразки Фрізи брат-близнюк Біруса, Чампа, і його помічник, Вадос, відвідують Біруса, а Ґоку та Веджета продовжують тренуватися.

### Сага Ґоку Блек/Замасу
Транкс із майбутнього з’являється знову з новинами про ворога, схожого на Ґоку, відомого як Ґоку Блек. Вони дізнаються, що Ґоку Блек — це Замасу, учень Кайошина із Всесвіту 10, який використав Супер Драгонболли, щоб викрасти тіло Ґоку з іншої часової лінії, як частину свого плану знищити всіх смертних. Зрештою, Замасу та майбутня часова лінія стерті з існування за допомогою Зено з майбутнього, який супроводжує Ґоку назад у сьогодення, де він стає другом теперішнього Зено. Транкс із майбутнього разом з Май із майбутнього вирушають в альтернативну часову лінію.

### Сага Турніру Сили
Пізніше обидва Зено проводять Турнір Сили, де б'ються команди бійців з восьми із дванадцяти всесвітів, причому всесвіти, які програють, стираються. Ґоку, його друзі, Андроїд 17 і тимчасово відроджений Фріза приєднуються до турніру. Вони борються з грізними воїнами, такими як Джірен із Всесвіту 11. Ґоку досягає нової форми, відомої як Ультра Інстинкт, отримує доступ до Досконалого Ультра Інстинкту, що дозволяє йому битися на несвідомому рівні. Турнір завершується тим, що Ґоку та Фріза вибивають Джірена разом із собою, залишаючи Андроїда 17 переможцем у Всесвіті 7. Він отримує одне бажання від Супер Драгонболлів і відновлює стерті всесвіти. Фріза відроджується.

### Сага Бролі
Фріза та його відбудована армія шукають драгонболли. Під час своїх пошуків Фріза зустрічає двох вигнанців із Саянів, Бролі та його батька Парагуса, останній з яких хоче помститися Веджеті за те, що його батько вигнав Бролі перед знищенням рідної планети Саянів. Бролі перемагає Ґоку і Веджету, поки вони не зливаються в Годжету. Однак перед тим, як Годжета встигає вбити Бролі, його рятують поплічники Фрізи, Челай і Лемо. Фріза тікає із Землі та клянеться помститися.

### Сага Моро
Галактичний Патруль просить Ґоку та Веджету зловити втікача Моро, злого мага, який може висмоктувати енергію з планет. На Новому Намеку Моро перемагає їх і використовує драгонболли намеківців, щоб відновити свої здібності та звільнити всіх злочинців, які перебувають під вартою Патруля. Моро та в'язні розгулюють галактикою, а Ґоку та Веджета готуються до матчу-реваншу. Ґоку вчиться використовувати Ультра Інстинкт і Досконалий Ультра Інстинкт, а Веджета вирушає на планету Ярдрат, щоб вивчити нову техніку подолання магії Моро. Моро веде свою армію злочинців на Землю, а союзники Ґоку тримають оборону до прибуття Ґоку та Веджети. На межі поразки Моро зливається з Землею, погрожуючи самознищенням і знищенням галактики. Поглинувши енергію, випромінену новими силами Веджети, Ґоку вбиває Моро, рятуючи Землю.

### Сага Граноли
Ґоку і Веджета повертаються до тренувань з Вісом і Бірусом. Тим часом цереліанський найманець на ім'я Гранола дізнається від своїх роботодавців, Хітерів, що Фріза живий, і присягається знищити його та помститися за свою рідну планету Цереал. Гранола використовує драгонболли своєї планети, щоб стати найсильнішим воїном у Всесвіті, але ціною власного життя. Хітери маніпулюють Ґоку та Веджетою, щоб змусити їх битися з Гранолою. Поки Ґоку та Веджета стають сильнішими у боротьбі з Гранолою, а Веджета отримує нову трансформацію Ультра Его, Гранола перемагає їх обох. Перш ніж Гранола встигає їх прикінчити, його прийомний батько, намекіанець Монаїто, розповідає, що Бардок, покійний батько Ґоку, врятував їх під час нападу Фрізи на Цереал сорок років тому. Під час нападу Хітери, які стояли за знищенням Цереала, вбили матір Граноли, Мюзлі. Бардок врятував Монаїто і Гранолу, перемігши наймолодшого з Хітерів — Гаса.
У теперішньому часі Хітери Ойл, Макі та Гас прибувають, щоб покінчити з Гранолою, Монаїто, Ґоку та Веджетою. Гас став найсильнішим воїном у всесвіті завдяки бажанню, яке він загадав цереліанському дракону. Гас легко перемагає Гранолу та Ґоку, коли Веджета знаходить боб сензу. Веджета згодовує боб Гранолі, який протистоїть Гасу і перемагає його. З'являється Елек і знімає з Гаса кулон, який пригнічував його сили. Гас шаленіє, але з допомогою Елека відновлює контроль над собою. Коли Гранола та Веджета не здатні битися, Ґоку використовує Миттєву Передачу, щоб відвести Гаса від Цереала. Ґоку, Гранола, Веджета та Монаїто повертаються до будинку Монаїто, щоб відновити сили. Монаїто віддає Ґоку сканер Бардока, який містить аудіозапис того, як він перемагає Гаса завдяки своїй волі та рішучості.
Поки Монаїто зцілює Гранолу, Ґоку і Веджета стикаються з Гасом, що повертається. Незважаючи на всі їхні зусилля, вони зазнають поразки, хоча тривалість життя Гаса також скорочується в бою, сильно старячи його. Зрештою, Гранола повертається і, здається, перемагає його. Коли Монаїто зцілює Ґоку, Веджету та Гранолу, Гас, у більш потужному, хоча й занепалому стані, повертається і смертельно ранить Монаїто. Гранола доглядає за Монаїто, а Ґоку і Веджета б'ються з Гасом, але зазнають поразки. Фріза прибуває на планету Цереал, заманений Елеком, щоб Гас міг його вбити. Провівши 10 років тренувань у гіперболічній часовій камері, Фріза легко вбиває Гаса та Елека і розкриває свою нову трансформацію — Блек Фріза, легко перемагаючи Ґоку та Веджету. Він наймає Ойла та Макі до своєї команди і йде. З'являється Віс і зцілює Монаїто, повертаючи Ґоку та Веджету на планету Біруса. Після цього вони поставили собі питання, чи є Фріза тепер найсильнішим воїном у всесвіті.

### Сага супергероїв
Командор Маджента, генеральний директор Red Pharmaceuticals і син покійного командора Реда, вербує вцілілого онука Доктора Геро і геніального вченого Доктора Хедо, щоб допомогти відродити Армію Червоної Стрічки, в той час як Ґоку, Веджета і Бролі тренуються під керівництвом Віса на планеті Біруса. Пікколо дратується через нездорову зосередженість Гохана на навчанні, а не на тренуваннях, хоча Гохан зізнається, що він тренується. Піклуючись про Пан, Пікколо потрапляє в засаду, влаштовану андроїдом Червоної стрічки Гаммою 2. Помилково вважаючи, що він убив Пікколо, Гамма 2 повертається на базу Армії Червоної Стрічки, не знаючи, що за ним стежить Пікколо. Перебуваючи на базі, Пікколо дізнається, що Гамма 1 і 2 були створені Хедо, щоб перемогти Capsule Corporation. Хедо також неохоче використовує схеми Доктора Геро для створення покращеної версії Целла, відомої як «Целл Макс». Не зумівши зв'язатися з Ґоку та Веджетою, Пікколо, переодягнений у солдата Армії Червоної Стрічки, зголошується допомогти «викрасти» Пан, щоб заманити Гохана на базу.
Розлючений, дізнавшись про викрадення дочки, Гохан атакує базу та об’єднується з Пікколо, щоб протистояти Гаммі 1 і Гаммі 2, намагаючись переконати андроїдів, що ними маніпулюють. Маджента тікає, щоб активувати Целла Макс як останній засіб, змушуючи обох андроїдів Гамма, Гохана та Пікколо співпрацювати, щоб протистояти новому ворогу. Бульма прибуває з Готеном, Транксом, Андроїдом 18 і Куріріном для підкріплення. Наступна битва призвела до того, що Гамма 2 пожертвував собою перед тим, як Гохан, перетворений на нову форму «Звіра», успішно переміг Целл Макса. Гохан возз’єднується з Пан, а Хедо та Гамма 1, які розкаялися, отримують посади в Capsule Corporation.
На планеті Біруса Ґоку та Веджета дізнаються від Віса про події, що відбулися на Землі, зокрема про нову силу Гохана. Після похорону Мадженти його права рука Кармін і Солдат 15 намагаються помститися за його загибель та кінець Армії Червоної Стрічки. Ці двоє переконали Готена та Транкса (в їхніх образах Саямена) вбити «поганого хлопця» (Гохана). Готен і Транкс усвідомлюють помилку, досягнувши будинку Гохана. Розгніваний тим, що Армія Червоної Стрічки вижила, Гохан перетворюється на «Звіра»; це настільки потужно, що Ґоку та Веджета можуть відчути це з планети Біруса. Це спонукає Ґоку прибути на Землю, щоб побачити Гохана. Потім Ґоку бере своїх синів, Транкса, і випадково Кармін і 15 на планету Біруса. Після того, як Гохан побився з Готенксом, Ґоку кинув виклик Гохану. Потім Гохан і Ґоку перетворюються відповідно на свої форми Звіра та Ультра Інстинкту, а потім проводять бій один з одним. Боротьба рівна, доки Ґоку не посилить сили, що також робить Гохан. Неперевершена швидкість Гохана дозволяє йому завдати кілька ударів Ґоку. Ґоку завершує бій, дозволяючи Бролі провести спаринг із Гоханом. Під час боротьби зі Звіром Гоханом Бролі перетворюється на Супер Саяна, нарешті контролюючи себе. Зростаюча сила Бролі та Гохана хвилює Веджету, який нетерпляче кидає виклик Гохану, спонукаючи Ґоку, Готена та Транкса знову приєднатися до бою. Велика бійка саянів призвела до пошкодження планети Біруса, що викликало гнів і роздратування Бога-Руйнівника. Пообідавши після бійки, саяни (з Карміном і 15, але без Бролі) повертаються додому на Землю.

## Виробництво
Коли Dragon Ball Super було вперше оголошено, повідомлялося, що Акіра Торіяма був автором «оригінальної історії та концепції дизайну персонажів» аніме, на додаток до його звичайної ролі творця серіалу. В офіційній японській назві серіалу використовується кінцевий суфікс 超, який можна перекладати як «супер», але замість того, щоб використовувати традиційне читання кандзі онйомі Chō (яп. ちょう) або кунйомі Ko (яп. こ), його слід вимовляти і читати як Sūpā (яп. スーパー), англійське слово, що означає «супер» на катакані. 
Тойотаро, ілюстратор манґи Dragon Ball Super, яка почала випускатися ще до початку трансляції аніме, пояснив, що він отримав основні сюжетні моменти від Торіями, перш ніж намалювати розкадровку та заповнити деталі між собою. Він надсилав розкадровку манґи на розгляд Торіямі, який редагував початковий проєкт, вносячи зміни до діалогів і малюнків, перед тим, як відправити його назад до Тойотаро, таким чином ілюструючи остаточний проєкт і відправляючи його до видавництва Shueisha для публікації.

## Сприйняття

### Манґа
Том Спілман з ComicsAlliance зазначив, що скорочені та змінені версії «Битви богів» і «Воскресіння» від Тойотаро значно полегшили читання та додали напруження. Він також сказав, що вперше не міг вирішити, що краще — аніме чи манґа.

### Аніме
Аніме-адаптація отримала в цілому позитивні відгуки від критиків і шанувальників. Перший епізод отримав високу оцінку за кращу якість. Річард Айзенбайс із Kotaku похвалив вступні заставки серіалу та сказав: «Я зараз такий щасливий, як дитина середньої школи». Джеймісон Кокс з The Verge також похвалив вступні заставки і сказав, що «Вступна частина Dragon Ball Super змусить вас просити її випуску в Північній Америці». Кокс також був здивований тим, що, враховуючи популярність франшизи, серіал не був випущений на міжнародному рівні одночасно. Він назвав це «кроком, який не був би безпрецедентним», навівши як приклад Sailor Moon Crystal.
Однак п'ята серія отримала різко негативну реакцію японської та західної аудиторії через поганий стиль анімації порівняно з попередніми чотирма серіями. Ці проблеми продовжилися у двадцять четвертому епізоді та ще в кількох наступних серіях. Продюсер Dragon Ball Kai Норіхіро Хаясіда вважав, що критика була перебільшеною. Він сказав, що люди критикують весь серіал на основі кількох невдалих епізодів, зроблених новими аніматорами. Він також пояснив зниження якості в аніме-індустрії, яке, на його думку, є результатом того, що студії скорочують час, відведений на пост-продакшн, і не дають можливості переглянути кінцевий продукт.
Незважаючи на це, арку Чампи похвалили за покращення якості анімації. Серія 39 була відзначена відмінною анімацією та високо оціненими бойовими послідовностями. Attack of the Fanboy повідомив, що 39 серія Dragon Ball Super може бути найкращою частиною серіалу на сьогодні. Боротьба Ґоку та Хіта «починається вибухово з самого початку». Арка Транкса з майбутнього також отримала схвальні відгуки як у шанувальників, так і у критиків. Шон Саріс із IGN схвально відгукнувся про 66 серію, заявивши, що «66 серія Dragon Ball Super містить кілька помилок, але зрештою призводить до великої фінальної битви із Замасу». Проте Anime News Network розкритикували погану анімацію та розповідь, назвавши її «безсоромною мильною оперою» на основі поведінки персонажів.
Остання арка, арка Виживання всесвітів, зокрема серії 109/110 і 116, були названі одними з найкращих епізодів Super завдяки новій формі посилення Ґоку, відомої як Ультра Інстинкт. Незважаючи на цю похвалу, Джей Ґіббс із ComicsVerse розкритикував серіал за його суперечливий наратив, почувши «пояснення в межах однієї серії, а потім побачивши, що це саме пояснення не відповідає дійсності через кілька секунд».
Прем’єра Dragon Ball Super у США зібрала 1 063 000 глядачів під час показу о 20:00 на Adult Swim. Серії 130 і 131 транслювалися в прямому ефірі в різних містах країн Латинської Америки, включаючи Мексику, Сальвадор, Болівію, Еквадор і Нікарагуа, безкоштовно в громадських місцях. Публічні покази зібрали рекордну аудиторію, яка включала заповнені стадіони в Мексиці та інших країнах Латинської Америки, при цьому кожен показ збирав аудиторію від тисяч до десятків тисяч.
Незважаючи на те, що реакція фанатів була позитивною, фанати критикували Dragon Ball Super за відсутність крові та жорстокості, які були присутні в його попереднику Dragon Ball Z. Однак це пов’язано з тим, що серіал орієнтований на молодшу аудиторію, ніж попередні частини, і, таким чином, цензура не дозволить показувати такий вміст у телевізійних програмах, орієнтованих на дітей. Серія Dragon Ball Super отримала значну скаргу від японської організації з питань етики мовлення та вдосконалення програм, оскільки частина історії стосується того, як Майстер Роші здійснив численні сексуальні напади на жіночу героїню Юрін.

#### Похвали
2017 Crunchyroll Anime Awards:
- Найкращий серіал, що продовжується – Dragon Ball Super – номінація

2018 Crunchyroll Anime Awards:
- Найкраща бойова сцена (представлена Capcom) – Джірен проти Ґоку – номінація
- Найкращий серіал, що продовжується (представлено VRV) – Dragon Ball Super – перемога[29][30]